# SS United States: Lady in Waiting
SS United States: Lady in Waiting  es una película documental de 2008 sobre el famoso transatlántico SS United States, en servicio desde 1952 a 1969. Cuenta con entrevistas a muchos de los últimos miembros de la tripulación y a los pasajeros acerca de los antecedentes, la construcción, el servicio y la vida a bordo del United States. Además, la película se centra en la decoración de la nave por el artista Robert Wogan, a la vez que también muestra imágenes de sus glamorosos años de servicio. El documental también incluye fragmentos de material de archivo de Wogan filmados durante la exploración de la sala de máquinas del barco, todos los cuales el artista publicó más tarde en un DVD con 55 minutos de duración.
El 11 de marzo de 2010 se celebró un pase del documental para la obtención de recaudación, que pudiera contribuir a la causa de salvar al amenazado transatlántico, actualmente abandonado en un muelle de Filadelfia.

## Recepción
Lady in Waiting fue muy bien recibido por la crítica, con el crítico Kristian Schmitt, de la revista Professional Marine afirmando que "el documental realmente despega cuando se lanza a la fascinante historia del barco". El crítico de Booklist Candace Smith dijo: "Fascinante para aficionados de los barcos y de la historia, y para cualquier persona que disfrute vislumbrando el glamuroso pasado".